# Kerk van Wilhelminaoord
De kerk van Wilhelminaoord, ook wel het koloniekerkje van Wilhelminaoord genoemd, is een in 1851 gebouwde hervormde kerk ten behoeve van de kolonisten van de Maatschappij van Weldadigheid in de Drentse plaats Wilhelminaoord.

## Geschiedenis
In het begin van de 19e eeuw stichtte de Maatschappij van Weldadigheid in het kader van de armoedebestrijding enkele kolonies in het zuidwesten van de Nederlandse provincie Drenthe. In deze kolonies kregen arme gezinnen, die afkomstig waren uit het hele land, een stukje grond en een woning waardoor zij in staat gesteld werden om in hun eigen levensonderhoud te voorzien. De Maatschappij van Weldadigheid was een neutrale organisatie, maar stimuleerde wel het kerkbezoek van de kolonisten. Volgens Johannes van den Bosch, de stichter van de maatschappij, was godsdienst een mogelijkheid om het zedelijk peil van de kolonisten te verhogen. Aanvankelijk werd vooral gebruikgemaakt van de bestaande kerken in de omgeving, zoals de kerken van Vledder en Steenwijkerwold. Kolonisten waren verplicht de kerk te bezoeken. Bij het verzaken van deze verplichting werd een boete van twee stuivers opgelegd. Vanwege de grote afstand naar deze dorpen en de toename van het aantal kolonisten werden er later ook in de kolonies kerken gebouwd.
In 1851 werd de hervormde kerk in Wilhelminaoord gebouwd. De eerste steen werd op 1 april 1851 gelegd door jhr. Jan Cornelis Reinier van Hoorn van Burgh, bestuurslid en secretaris van de Maatschappij van Weldadigheid. De kerk, die werd gebouwd met financiële steun van het rijk, behoort tot de zogenaamde Waterstaatskerken. De kerk en de naastgelegen pastorie behoren tot het bezit van de Maatschappij van Weldadigheid. Na het overlijden van de laatste predikant van de hervormde gemeente in 2008 hebben kerk en pastorie hun oorspronkelijke bestemming verloren.
De kerk van Wilhelminaoord de naastgelegen pastorie zijn erkend als rijksmonumenten.

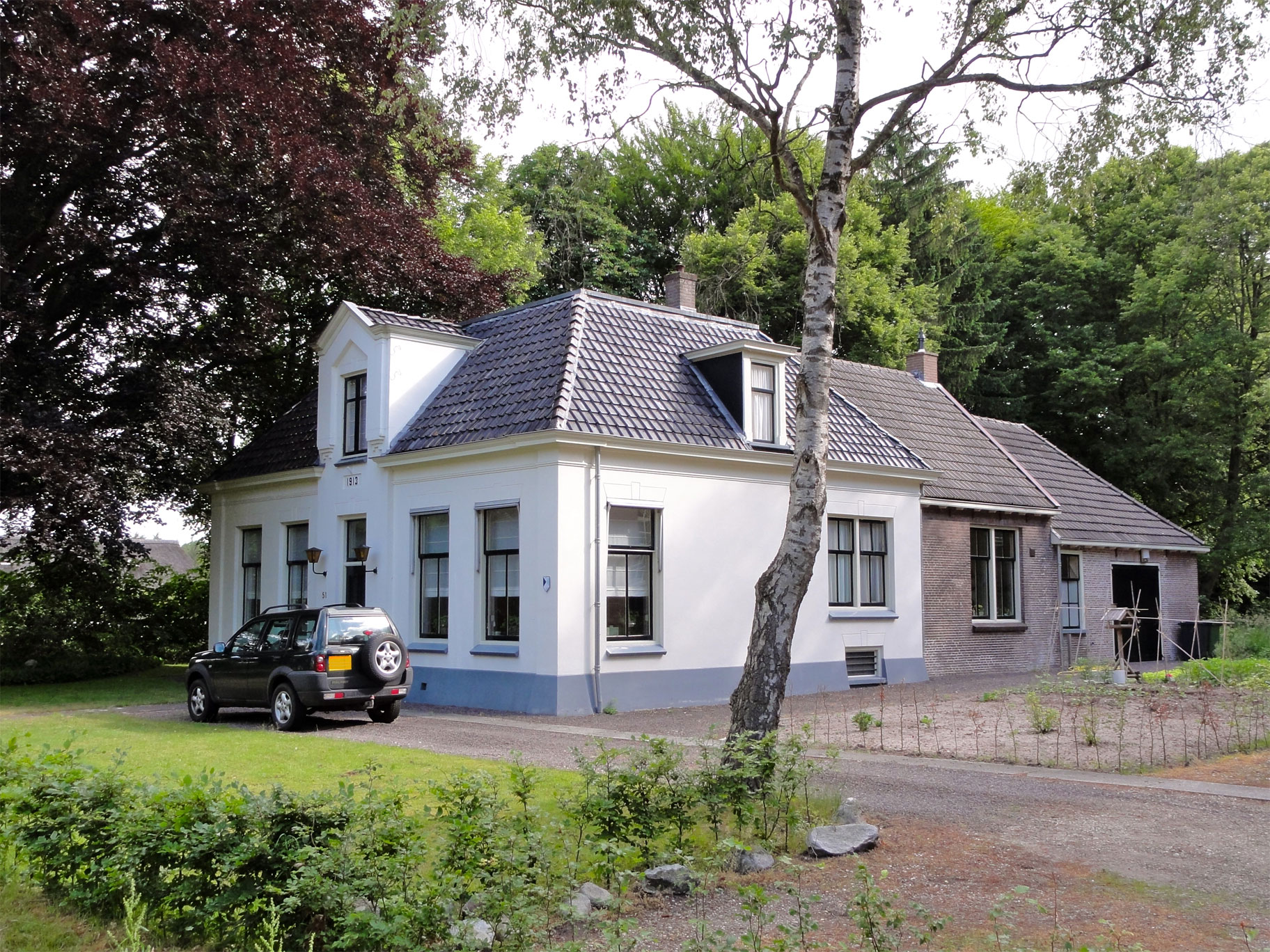
Voormalige pastorie van Wilhelminaoord
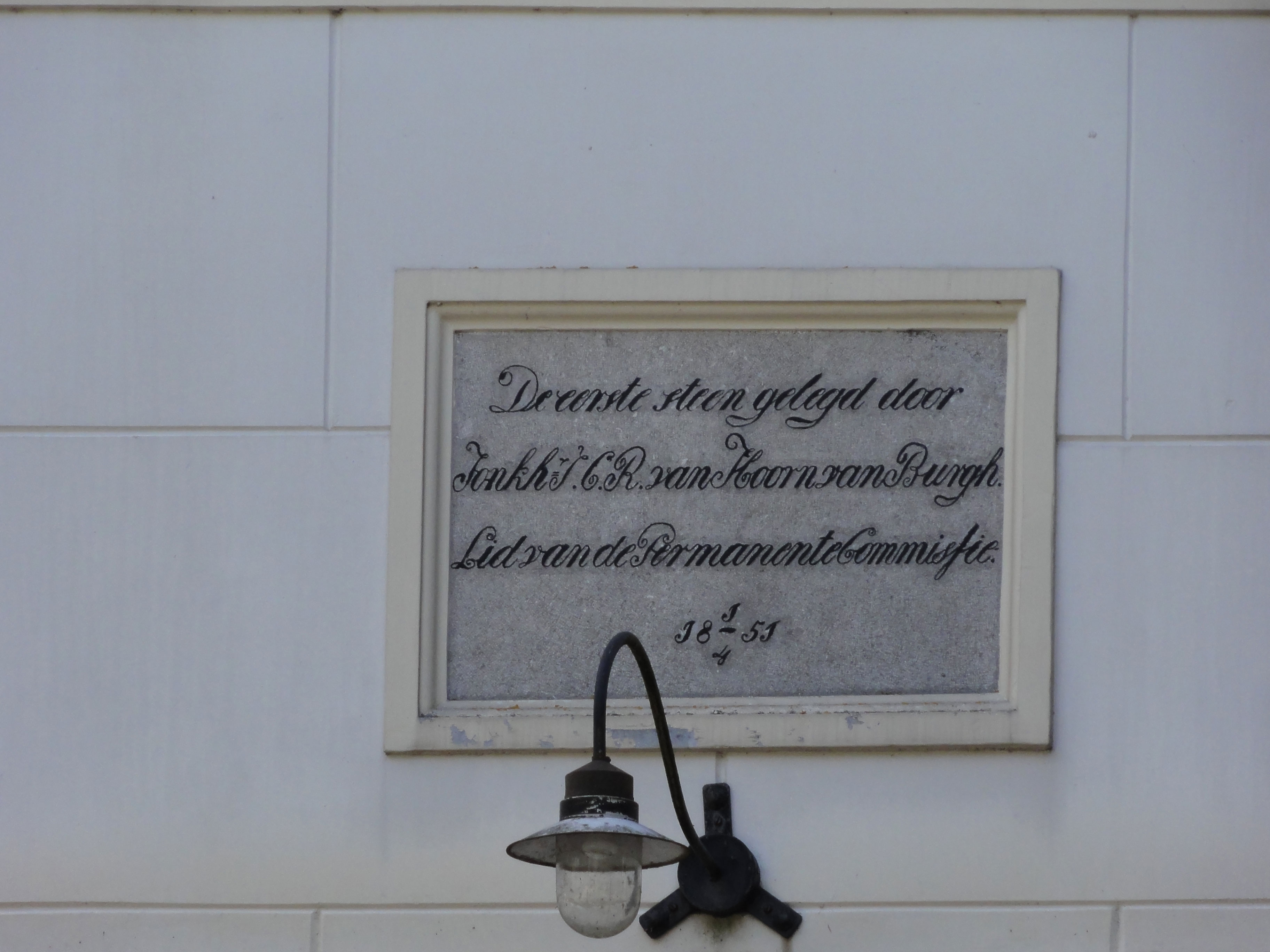
Eerste steen in de muur van de kerk van Wilhelminaoord